# Rototilt Group
Rototilt Group AB är ett svenskt verkstadsindustriföretag som tillverkar tiltrotatorer, grävsystem och olika typer av grävredskap. Företagets huvudkontor är beläget i orten Vindeln i Västerbotten.

## Historia
Rototilt Group är ursprungligen en avknoppning från det svenska verkstadsindustriföretaget Indexator (nuvarande Indexator Rotator Systems), som ursprungligen var ett familjeföretag som köptes upp av Allan Jonsson 1973. Jonsson grundade tio år tidigare lyftkranstillverkaren Cranab. Under Jonssons tid inleddes företagets fokusering på rotatorer, och genom uppköpet av det konkursdrabbade företaget Noreco i Umeå 1992, fick man tillgång till produkten och varumärket Rototilt, som utvecklats av Norecos grundare, bröderna Norgren, på 1980-talet. En rototilt är en tiltrotator som gör det möjligt att gräva, rotera och tilta (luta) en grävmaskins redskap i en och samma rörelse.

## Verksamhet

### Marknader
Nära en tredjedel av företagets tillverkning går på export, med Norden som huvudsakliga marknad. Företaget har även dotterbolag i Tyskland, Frankrike, Storbritannien, Kanada, Finland och Norge.